# بارونز كورت (محطة مترو أنفاق لندن)
بارونز كورت (بالإنجليزية: Barons Court)‏ هي إحدى محطات مترو أنفاق لندن. تقع على خط ديستريكت وبيكاديلي أفتتحت في المنطقة (Zone) رقم 2 أفتتحت في 09 أكتوبر 1905.